# مايك مورتون
مايك مورتون (بالإنجليزية: Mike Morton)‏ هو طبيب أسنان أمريكي، ولد في 28 مارس 1972 في كونكورد في الولايات المتحدة.

## وصلات خارجية
- مايك مورتون على موقع مرجع كرة القدم المحترفة.كوم (الإنجليزية)